# BremSat
Brem-Sat war ein deutscher Kleinsatellit, der ab Februar 1994 ein Jahr lang wissenschaftliche Experimente sowie Umweltbeobachtungen durchführte. Der Satellit wurde in Zusammenarbeit des ZARM, einem Institut der Universität Bremen, und OHB-System gebaut, finanziert von der DARA, heute DLR. 
BREM-SAT startete am 3. Februar 1994 an Bord der Raumfähre Discovery (STS-60) und wurde am 9. Februar ausgesetzt. Nach erfolgreicher Mission trat der Satellit am 12. Februar 1995 in die Erdatmosphäre ein und verglühte.

## Aufgaben
- Bestimmung der thermalen Leitfähigkeit von reinen Flüssigkeiten und Verbindungen unter Mikrogravitationsbedingungen
- Messung der Restbeschleunigung innerhalb des GAS-Behälters der Raumfähre.
- Messung des Mikrometeoritenaufkommens und des Staubflusses in einer erdnahen Umlaufbahn.
- Erforschung der Gas-Oberflächenwechselwirkungen. Messung des Einflusses der normalen und Tangentialkräfte auf ein freischwimmendes Oberflächenelement.
- Messung des atomaren Sauerstoffs während der Erdumlaufbahn.
- Druck- und Temperaturmessungen während des Wiedereintritts in die Erdatmosphäre.

## Technische Daten

### Bezeichnung
- USSPACECOM Catalog No.: 22998
- NSSDC ID: 1994-006H

### Technik
- On-Board-Computer: T800 Transputer
- Silizium-Solarzellen
- 5-Ah-Gates-Blei-Akkumulator mit 20 Zellen
- Gyroskop
- Magnetometer
- Sonnen-Stern-Sensor